# Sextia
Sextia was de tweede echtgenote van de redenaar Mamercus Aemilius Scaurus. Zij was een telg uit de gens (geslacht) Sextius. Zij zou samen met haar echtgenoot zelfmoord plegen.

## Beknopte bibliografie
- Tacitus, Annales: I-VI, trad. comm. M.A. Wes, ‘s Hertogenbosch, 1999, p. 383.

## Verder lezen
- M. Lightman - B. Lightman, art. Sextia (1), in M. Lightman - B. Lightman (edd.), Biographical Dictionary of Ancient Greek and Roman Women: Notable Women from Sappho to Helena, New York, 2000, p. 213.